# Vegaquemada
Vegaquemada – gmina w Hiszpanii, w prowincji León, w Kastylii i León, o powierzchni 72,95 km². W 2011 roku gmina liczyła 467 mieszkańców.